# Karel Křížek
Karel Křížek (27. března 1911 Horní Litvínov – 15. září 1996 Anglie) byl český palubní střelec 311. československé bombardovací perutě.

## Život

### Před druhou světovou válkou
Karel Křížek se narodil 27. března 1911 v Horním Litvínově, jeho rodina se ale záhy přestěhovala do Berouna. Vychodil pět tříd obecné školy a vystudoval osmileté gymnázium. Dále studoval na Faculte des Science de l´Aeronautique Sorbonne a Exile Super de l´Aeronautique ve Francii. Prezenční vojenskou službu absolvoval mezi lety 1931 a 1933 v Lučenci, během ní studoval na poddůstojnické škole v Košicích a Bardejově. Během mobilizace v září 1938 byl povolán k Leteckému pluku 6 v Praze.

### Druhá světová válka
Po německé okupaci v březnu 1939 odešel Karel Křížek do Francie, kde se v Agde přihlásil do zde vznikající Československé armády v zahraničí. V čase bitvy o Francii byl ustanoven styčným důstojníkem a pobočníkem velitele československého bombardovacího letectva v Bordeaux. Po pádu Francie v červnu 1940 se lodí evakuoval do Spojeného království. Zde byl 2. srpna téhož roku  přijat do Royal Air Force a po výcviku na palubního střelce byl zařazen k 311. československé bombardovací peruti. První operační let absolvoval 9. prosince 1940. Dne 6. února 1941 byl členem posádky stroje Vickers Wellington B Mk.Ic L7842 KX-T pod velením Františka Cigoše, který díky navigační chybě během návratu z bombardování Boulogne-sur-Mer omylem přistál na letišti ve Flers v Normandii a celá posádka tak padla do zajetí. Karel Křížek byl postupně internován v několika zajateckých táborech, v táboře Stalag Luft III se spolupodílel na organizaci tzv. Velkého útěku. Jedním z uprchlíků, který za svůj čin zaplatil životem, byl Arnošt Valenta, který se do zajetí dostal společně s Karlem Křížkem. Na základě toho byl v srpnu 1944 vyslýchán gestapem v pražském Petschkově paláci. Osvobozen byl 1. května 1945 sovětskou armádou v Barthu.

### Po druhé světové válce
Do Československa se Karel Křížek vrátil s ostatními letci v srpnu 1945. Pokračoval v armádní službě a byl přidělen k 8. oddělení hlavního štábu MNO v Praze. V prosinci 1945 byl ustanoven zástupcem velitele československé vojenské mise u britské armády v Bad Oberhausenu. V roce 1947 byl převelen k II. leteckému sboru v Českých Budějovicích. Po komunistickém převratu v únoru 1948 byl již 1. března přeřazen do zálohy. Dosáhl hodnosti štábního kapitána. Odešel znovu do exilu a mezi lety 1949 a 1955 byl opět příslušníkem Royal Air Force. V roce 1991 byl povýšen do hodnosti plukovníka ve výslužbě. Zemřel v Anglii 15. září 1996.

## Vyznamenání
- Československý válečný kříž 1939
- Československá medaile za zásluhy I. stupně
- Československá medaile Za chrabrost před nepřítelem